# Франкавила ал Маре
Франкавѝла ал Ма̀ре (на италиански: Francavilla) е пристанищен и морски курортен град и община в Южна Италия, провинция Киети, регион Абруцо. Разположен е на брега на Адриатическо море. Населението на общината е 25 157 души (към 2010 г.).